# São Marcos (província)
São Marcos (em castelhano:  San Marcos) é uma província do Peru localizada na região de Cajamarca. Sua capital é a cidade de San Marcos.

## Distritos da província
- Chancay
- Eduardo Villanueva
- Gregorio Pita
- Ichocan
- José Manuel Quiréz
- José Sabogal
- Pedro Gálvez